# Tram ATM serie 3000
Le vetture tranviarie serie 3000 dell'ATM di Milano (conosciute come "Due camere e cucina", per via dell'originale se non quasi unica struttura del modello che, con quella cassa centrale sempre oscillante, ne valse il soprannome) sono state motrici tranviarie urbane, della città di Milano.

## La nascita
Realizzate in proprio dalle Officine ATM, per far fronte alla sempre crescente richiesta di trasporto, nel 1932 - anno in cui ha visto la luce la capostipite, immatricolata 3000 e realizzata accoppiando e dotando di motore due rimorchiate (la 1327 e la 1352) - queste originali motrici tranviarie hanno rappresentato per prime, la più valida alternativa al trasporto a vetture rimorchiate, per trasportare un sempre maggior numero di viaggiatori. Le due vetture accoppiate e dotate di motore, erano state unite, inserendovi in mezzo una cassa sospesa (realizzata dalla Carminati & Toselli), collegata tramite mantici di intercomunicazione. I motori di trazione (quattro per vettura) vengono invece riciclati a partire dalle vetture Edison in corso di demolizione; l'avviamento manuale era affidato ad un controller analogo a quello delle Ventotto. Nei due anni successivi l'avvenuta sperimentazione, la Carminati & Toselli realizza altre 23 analoghe motrici (numerate 3001–3023), impiegando allo stesso modo, sempre rimorchiate dello stesso gruppo.

## Caratteristiche generali
Gli interni molto spogli erano costituiti da due file di panche in legno, longitudinali. Il truck rimaneva quello delle rimorchiate da cui aveva avuto origine la vettura; le portiere invece erano ampie e spaziose, a quattro battenti con predellino ribaltabile. Nell'allestimento iniziale, la portiera anteriore era destinata alla salita, mentre quella centrale (situata sulla cassa centrale) alla discesa. Ma subito si cerca di pensare ad una terza semi-porta da apporre alla cassa posteriore, divenuta nel 1939 una portiera completa. Il trolley, che nei progetti d'origine era montato sulla cassa posteriore, creava parecchi problemi nell'impegno di scambi automatici, quando il manovratore (non avendo tempo di effettuare il salto di corrente) doveva fermarsi per azionare lo scambio a mano. Per questo, nel giro di pochi anni, viene trasferito sulla cassa anteriore, da cui poteva essere mosso con un complesso sistema a doppia fune (ciò che di lì per i successivi 40 anni, ha rappresentato la spada di Damocle che pendeva ogni volta su ciascun bigliettaio).

## Dagli anni Trenta, al progressivo declino
Veterane delle linee di circolare (29 e 30) e interstazionali (25 e 26), le Due camere e cucina (di prima serie) non han mancato di far servizio anche sulla linea speciale 57, attiva nei giorni festivi per il collegamento tra il Cimitero Monumentale ed il Cimitero Maggiore, particolarmente conosciuta per i grossi flussi di passeggeri.
Tristemente nota per Milano, la notte tra il 12 ed il 13 agosto 1943 non ha risparmiato queste vetture che, se risparmiate dai bombardamenti, furono devastate dagli incendi successivi. Delle 3000, si sarebbero salvate solamente 7 vetture, la 3001, la 3010, la 3015, la 3016, la 3019, la 3022 e la 3023. Delle 17 vetture colpite dai bombardamenti, solo per la 3020 si sarebbe proceduto alla ricostruzione, mentre per le altre 16 si sarebbe prospettato un diverso impiego. Infatti da alcune di queste vetture si sarebbe poi ricavata la cassa posteriore del secondo lotto delle 4000, mentre le rimanenti casse anteriori delle 3007, 3008, 3009, 3011, 3012, 3013, 3014 e 3017 sarebbero finite alle Officine Caproni di Taliedo, dove sarebbero state trasformate in rimorchi a cassa metallica di serie 1200. Le 3000 superstiti finiscono dunque per essere impiegate in linee interurbane (per la loro particolare potenza, in grado di trainare una rimorchiata), come la Milano-Corsico o la Milano-Affori-Bruzzano.

## La fine
Nel 1956 la 3010 sarebbe stata poi sopraffatta da un incendio: viene così devoluto alla 4016 tutto il suo equipaggiamento elettrico, compreso del combinatore K 35. Nasce così una nuova vettura che assume nuova numerazione di 4101, e con lei la terza serie di Due camere e cucina.
Le altre 7 vetture a quattro assi di serie 3000 continuano a viaggiare fino al 1960, quando nell'arco di un anno vengono tutte radiate. Gli equipaggiamenti elettrici delle vetture superstiti vengono dunque impiegati su altrettante 4000 a cassa metallica, che vengono in seguito rinumerate dalla 4102 alla 4108.